# Macho Callaghan se déchaîne
Pour plus de détails, voir Fiche technique et Distribution.
Macho Callaghan se déchaîne (Giù la testa... hombre!) est un western italien de 1971 réalisé par Demofilo Fidani.

## Fiche technique
- Titre original italien : Giù la testa... hombre!
- Réalisation : Demofilo Fidani
- Scénario : Demofilo Fidani et Mila Vitelli Valenza
- Photographie : Joe D'Amato (sous son vrai nom, Aristide Massaccesi)
- Musique : Lallo Gori, (sous son vrai nom Coriolano Gori)
- Montage : Piera Bruni
- Genre : western
- Production : Demofila Fidani pour Tarquinia Film[1]
- Pays d'origine :  Italie
- Durée : 83 minutes
- Dates de sortie : 
  - France : 29 décembre 1971[2]
  - Portugal : 25 septembre 1972[2]

## Distribution
- Jack Betts : Butch Cassidy (sous le pseudonyme de "Hunt Powers")
- Klaus Kinski (VF : Marc de Georgi) : Reverend Cotton
- Gordon Mitchell : Ironhead
- Jeff Cameron : Macho Callaghan
- Giancarlo Prete : Sundance Kid (sous le pseudonyme de "Philip Garner")
- Benito Pacifico : Buck O'Sullivan (sous le pseudonyme de "Dennis Colt")
- Luciano Conti : (sous le pseudonyme de "Lucky McMurray")
- Grazia Giuvi : une fille du saloon
- Enzo Pulcrano : un membre du gang (sous le pseudonyme de "Paul Crain")
- Pino Polidori (sous le pseudonyme de "Giuseppe Polidori")
- Pietro Fumelli
- Manlio Salvatori
- Alessandro Perrella
- Amerigo Leoni (sous le pseudonyme de "Custer Gail")
- Giglio Gigli
- Renzo Arbore (sous le pseudonyme de "Lorenzo Arbore")
- Mike Monty